# پتروشیمی

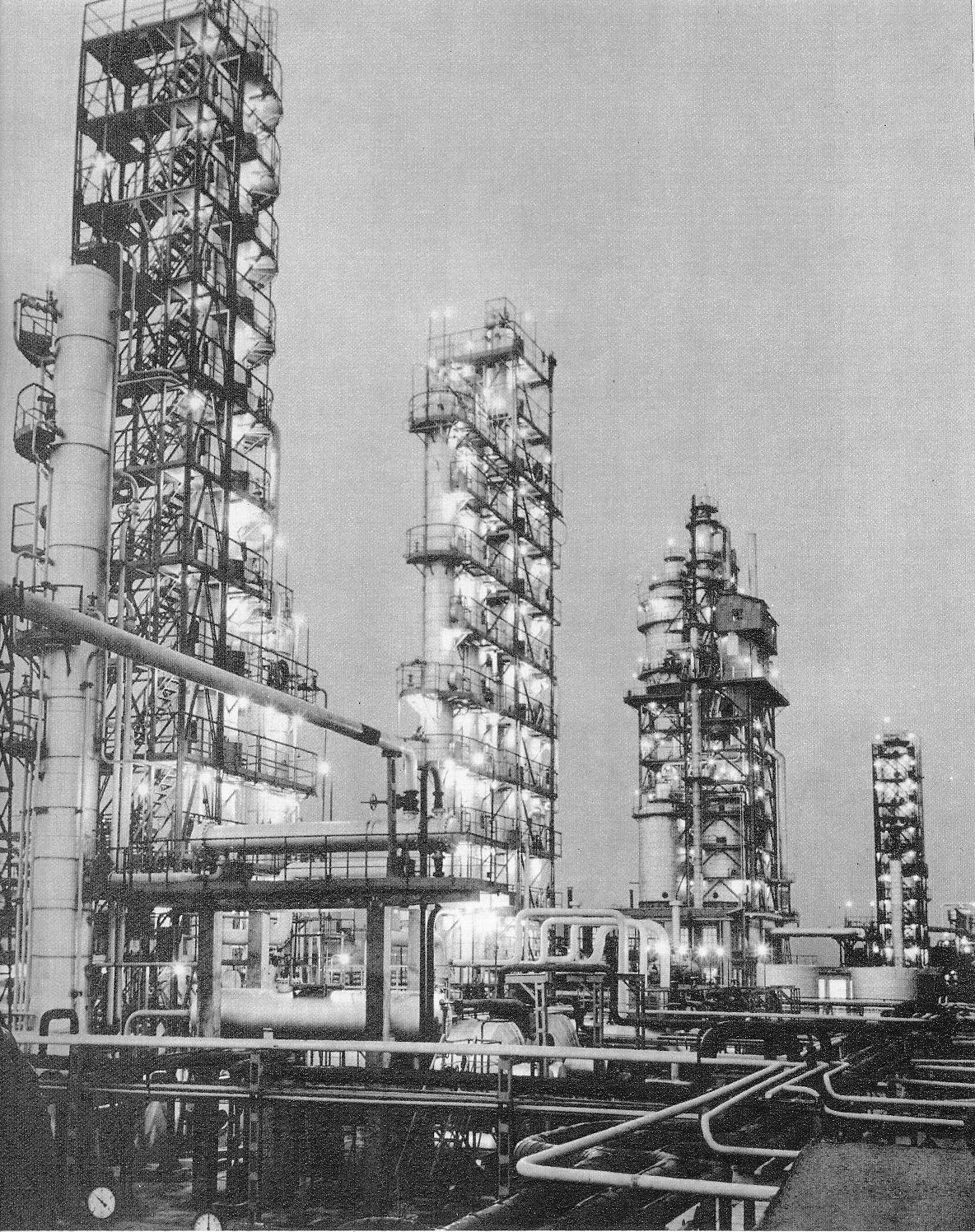
عکسی از یک پالایشگاه پتروشیمی قدیمی

پتروشیمی یا نفت‌شیمی (انگلیسی: Petrochemistry) شاخه‌ای از دانش شیمی است که تبدیل نفت خام و گاز طبیعی را به فراورده‌های مصرفی مورد مطالعه قرار می‌دهد. پتروشیمی زیربنای صنایعی با همین نام است.
بنیان دانش پتروشیمی بر جداسازی، تقطیر و استخراج نفت خام به پاره‌های کوچکتر هیدروکربنی و خالص‌سازی گاز طبیعی و فراورده‌های استخراجی نفت خام است.

## ریشه‌شناسی
واژه petrochemistry یا به پارسی نفت‌شیمی، از دو بخش petro و chemistry (شیمی) ساخته شده‌است که بخش نخست اش از petroleum (نفت) گرفته شده‌است، که خود این هم از petro (سنگ) و oleum (روغن) آمده‌است، سنگ‌روغن یا نفت، یک ماده اشتعال‌پذیر روغنی است که به‌طور طبیعی در بسترهای سنگی خاص رخ می‌دهد.

## خاستگاه
نظریه‌های متعددی در رابطه با منشأ نفت که مواد پتروشیمی از آن ساخته می‌شود، بیان شده‌است. محتمل‌ترین نظریه اذعان دارد که نفت خاستگاه آلی دارد.
طبق نظریهٔ آلی، تحت دما و فشار مساعد بقایای موجودات زنده مدفون شده در زیر رسوبات کانی‌های رسی پس از گذشت میلیون‌ها سال به نفت تبدیل شده‌اند. رسوبات حاوی بقایای موجودات زنده به عنوان سنگ‌های منشأ نفت شناخته می‌شوند.
نفتی که روی زمین قابل استحصال است از مخازن نفت زیر زمینی تهیه می‌شود و یک مخزن نفت حاوی سنگ منشأ، سنگ مخزن و سنگ پوشش است. سنگ مخزن عموماً لایه‌های تراوایی چون ماسه سنگ و سنگهای کربناتهٔ شکافدار هستند. سنگ پوشش از لایه‌های غیرتراوایی چون سنگ نمک یا شیل تشکیل شده‌است. مخزن نفت زمانی که نفتِ سنگ منشأ بتواند به لایه‌های رسوبی متخلخلی برسد که توسط لایه‌های رسوبی نفوذناپذیر مسدود شده‌اند، تشکیل می‌شود.